# Nickelodeon Animation Studio
Nickelodeon Animation Studio är ett amerikanskt animeringsföretag. Företaget ägs och kontrolleras av Nickelodeon, och producerar många av kanalens populära serier, som SvampBob Fyrkant, Fairly Odd Parents, Planet Sheen, och T.U.F.F. Puppy. Man producerar också för Nicktoons. Sedan 2010-talet har studion också utvecklat sin egen serie baserad på befintlig IP som köpts av ViacomCBS, som Teenage Mutant Ninja Turtles och Winx Club. År 2019 tecknade Nickelodeon Animation Studio en fleraårig produktionsavtal för Netflix.
Studion grundades 1990 under namnet Games Animation. Det övervakade produktionen av tre animerade program för Nickelodeon: Doug, Rugrats och Ren & Stimpy. 1992 började Nickelodeon arbeta med Games Animations första fullständiga egen serie, Rockos moderna liv. Games Animation producerade mycket av nätverkets mitten av 1990-talet i samarbete med andra animationsföretag som Frederator Studios och Klasky Csupo. 1998 flyttade studion från Studio City, Kalifornien till Burbank med byggandet av en ny anläggning. Det byttes namn till Nickelodeon Animation Studio och senare Nickelodeon Studios Burbank. 1999 öppnades en andra anläggning i New York City, med namnet Nickelodeon Animation Studio New York.

### Fotnoter
1. ↑  hämtat från: ryskspråkiga Wikipedia.[källa från Wikidata]
2. ↑  ”Labor Woes No Laughing Matter for Cartoonists” (på engelska). Los Angeles Times. 17 juni 1998. http://articles.latimes.com/1998/jun/17/business/fi-60635. Läst 18 juli 2015.